# Lúcio Rodrigues
 (février 2016).
Si vous disposez d'ouvrages ou d'articles de référence ou si vous connaissez des sites web de qualité traitant du thème abordé ici, merci de compléter l'article en donnant les références utiles à sa vérifiabilité et en les liant à la section « Notes et références ».
Lucio Rodrigues dit Lagarto (lézard en français), né à Rio de Janeiro le 26 octobre 1980, est ceinture noire 3e Dan de Jiu-jitsu brésilien. Il est aussi un combattant et professeur de MMA et BJJ.
Il vit et enseigne à Londres.

## Biographie
Lucio Rodrigues est né à Rio le 26 octobre 1980. Il commence les arts martiaux à l'âge de 5 ans en s’entraînant avec Anselmo Rodrigues, son père. Il joint l’académie de Carlos Augusto (ceinture noire 4e dan) à l'âge de 13 ans.
À l'âge de 17 ans, après avoir reçu sa ceinture bleue, il ouvre sa propre école avec un ami pour ensuite rejoindre l'académie Gracie Barra à Barra da Tijuca pour s’entraîner avec Carlos Gracie Jr. (en).
En 2004, après avoir reçu sa ceinture noire à l'âge de 24 ans, Carlos Gracie Jr. lui demande d'aller vivre au Portugal pour promouvoir le BJJ en Europe.
Après une période de six mois, il retourne vivre au Brésil, où il a sa première expérience en tant que combattant de MMA. Il gagne ce combat contre Roberto Albuquerque au premier round par soumission,,.

### Cancer
En 2007, il lui est diagnostiqué avec le Lymphome de Hodgkin, un cancer du système lymphatique. Il n'a alors que 27 ans. Il subit une chimiothérapie très difficile et les docteurs lui disent qu'il ne pourra plus jamais s’entraîner ou participer à une compétition.
Malgré l'opinion des docteurs, et juste un mois après avoir commencé son traitement, Rodrigues recommence l'entrainement et la compétition. Il pense que son style de vie très saint (il ne boit pas, ne fume pas, ne prend aucune drogue, ne mange pas de viande rouge et prend beaucoup de repos) l'a aidé à supporter sa chimiothérapie,.
En 2008, après la fin de son traitement, Rodrigues reprend la compétition. Il participe avec succès au championnat de Rio de Janeiro et au Jordan capital Challenge. C'est seulement après avoir gagné l'or dans ces deux compétitions qu'il révèle avoir eu le cancer.

### Nouvelle vie en Angleterre
En 2006, Rodrigues donne un séminaire en Angleterre, où il rencontre John Paul Hartley (un professeur de BJJ) qui l'invite à venir enseigner dans son école. Rodrigues et Hartley ont ensuite créé l’académie de Gracie Barra à Preston.
En 2009, Roger Gracie demande à Rodrigues de devenir professeur dans son école à Londres.
Rodrigues a maintenant plusieurs académies (Gracie Barra de Preston ; Gracie Barra Glasgow; Gracie Barra Knightsbridge et plus récemment Gracie Barra Fulham) avec pour objectif de préparer ses étudiants à devenir de futurs instructeurs dans leur propres écoles ou bien à devenir affilier avec Gracie Barra.

## Palmarès
(octobre 2017).
2015
- Lisbon European Open: Gold (superheavy division) and Bronze (absolute division)

2014
- Lisbon European Open: Gold (weight division) and Bronze (absolute division)

2013
- Amsterdam Grapplers Quest: Gold No-Gi (absolute division)
- Lisbon European Open: Silver (superheavy division)

2012
- European Open: Silver (weight division)and Bronze Medal (absolute division)

2011
- World Pro Cup: Champion
- World Pro Cup Lisbon Trials: Champion (absolute, weight and absolute division)
- European Open: Champion

2009
- European Open: Silver

2008
- Rio de Janeiro State: Champion (weight & absolute division)
- Jordan Capital Challenge: Champion
- World Pro Cup: Bronze (absolute division)

2007
- European Open: Silver and Bronze (absolute division)

2005
- European Open: Champion and Bronze (absolute division)
- World Championship: Bronze
- Brazilian National: Silver (absolute division)

2004
- European Open: Champion (weight & absolute division)
- World Championship: Bronze

2003
- World Championship: Silver and bronze(absolute division, as brown belt)

2002
- Brazilian National: Champion (as a brown belt)
- World Championship: Gold Medalist (as purple belt, absolute division) and Bronze